# Giambattista Marino

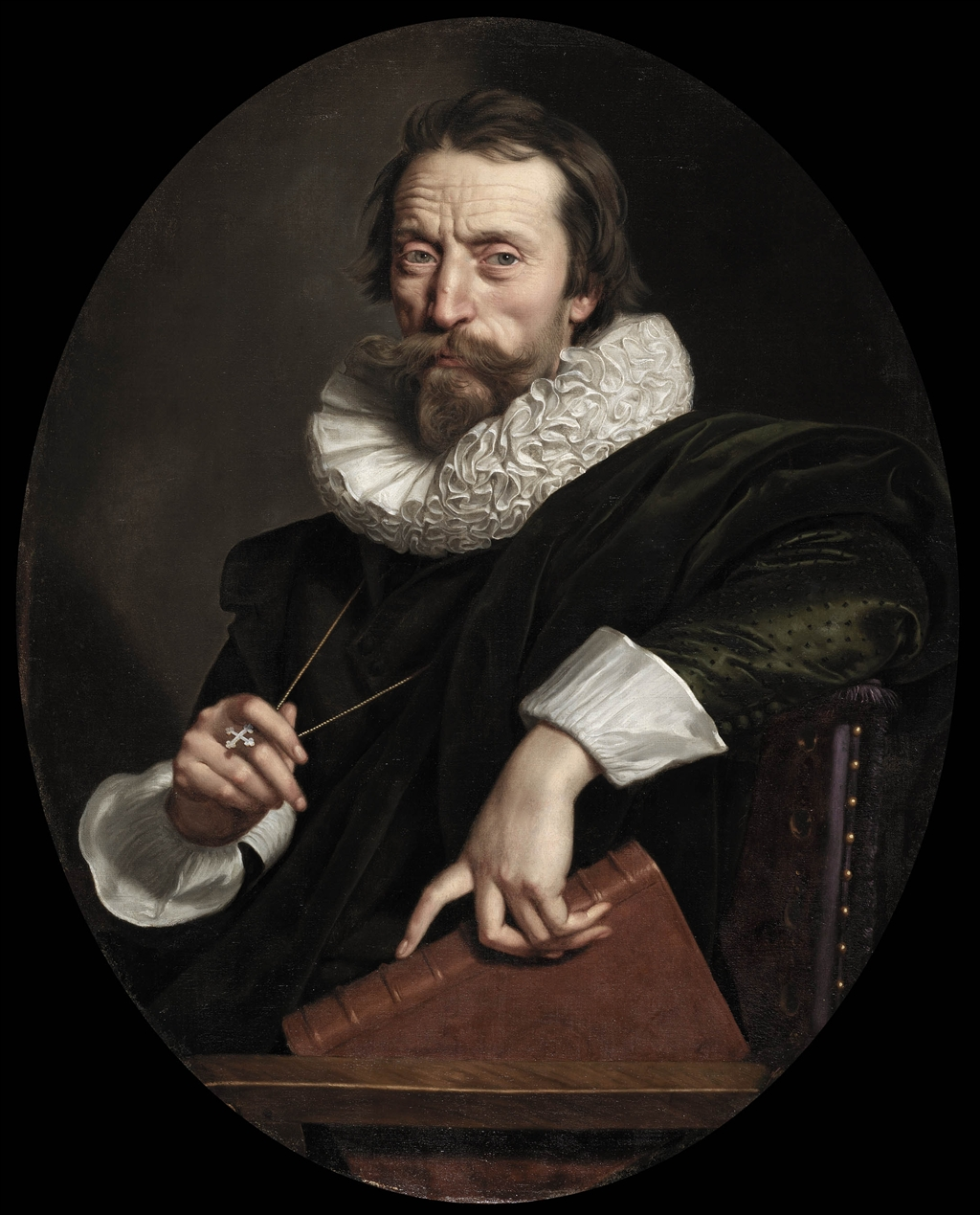
Giovanni Battista Marino

Giambattista Marino, soms: Marini (Napels, 18 oktober 1569 - aldaar, 25 maart 1625) was een Italiaans dichter. Zijn bekendste werk is het lange epische gedicht L'Adone.
Hij geldt als de grondlegger van het naar hem genoemde marinisme, dat zich kenmerkt door een zinnelijke, beeldrijke taal met extravagante metaforen. In zijn poëzie, waarin hij de gekunsteldheid van het maniërisme nog verder aanzette, legde Marino zich toe op exuberante beschrijvingen vol tegenstellingen, woordspelingen en klankeffecten. Zijn enorme succes was vergelijkbaar met dat van zijn voorganger Petrarca. Hij werd alom geïmiteerd, in Italië, Frankrijk, Spanje, in andere katholieke landen als Portugal en Polen, en in Duitsland. In Engeland hoorde John Milton tot zijn bewonderaars. In Nederland was Constantijn Huygens een vurig bewonderaar. Zolang de barokke poëzie in zwang bleef, was zijn werk de standaard waarnaar iedereen zich richtte. Maar in de 18e en 19e eeuw werd hij gezien als hét voorbeeld van de slechte baroksmaak. Toen in de 20e eeuw de belangstelling voor soortgelijke dichtkunst opleefde, nam ook de waardering voor Marino's werk weer toe. 
In Napels woonde Marino in het Palazzo De Scorciatis.

## Werken
- La Lira (1608/14)
- L'Adone (1623)
- La strage degli innocenti (1633)

- Bibsys: 90650255
- Biblioteca Nacional de España: XX826837
- Bibliothèque nationale de France: cb12158025x (data)
- Catàleg d'autoritats de noms i títols de Catalunya: 981058511025106706
- CiNii: DA0336792X
- Digitale Bibliotheek voor de Nederlandse Letteren: mari012
- Gemeinsame Normdatei: 118577921
- International Standard Name Identifier: 0000 0001 2129 7454
- Library of Congress Control Number: n79058884
- MusicBrainz: e79db67e-42fa-4b7c-a121-aee3d5995e05
- Nationale Bibliotheek van Tsjechië: js20020812870
- Nationale bibliotheek van Australië: 36080393
- Nationale Bibliotheek van Israël: 987007265058405171
- Nationale Bibliotheek van Polen: a0000001221994
- Nationale en Universitaire bibliotheek Zagreb: 000072522
- Nederlandse Thesaurus van Auteursnamen: 070699739
- Réseau des bibliothèques de Suisse occidentale: 02-A000110588
- RKD-Nederlands Instituut voor Kunstgeschiedenis: 450310
- Istituto Centrale per il Catalogo Unico: CFIV028023
- LIBRIS: 263875
- SNAC: w6rx9xmm
- Système universitaire de documentation: 030095409
- Trove: 1208444
- Union List of Artist Names: 500322108
- Virtual International Authority File: 41879078
- WorldCat: E39PBJx4hYc6M68JcfHRp8DyVC